# 2000 في فلسطين
أحداث عام 2000 في فلسطين

## أهم الاحداث

ايهود باراك، بيل كلينتون, وياسر عرفات خلال قمة كامب ديفيد 2000

- 4 يناير - المسؤولون الفلسطينيون يقولون بأنهمّ توصّلوا إلى إتفاقية مع إسرائيل لإعادة الانتشار المعطل منذ زمن طويل في الضفة الغربية ومن المقرر التنفيذ في 48 ساعة القادمة.
- 20 يناير - وصل الرئيس الفلسطيني ياسر عرفات إلى واشنطن لمقابلة الرئيس الأمريكي بيل كلنتون.
- 3 فبراير - رئيس الوزراء الإسرائيلي إيهود باراك والرئيس الفلسطيني ياسر عرفات أجريا مباحثات تتعلّق بإطار إتفاق السلام الإسرائيلي الفلسطيني.
- 21 مارس - البابا يوحنا بولس الثاني يصل فلسطين في زيارة حج لبيت لحم
- 15 مايو - مقتل ثلاثة فلسطينيين خلال اشتباكات بين الجيش الإسرائيلي وقوات الشرطة الفلسطينية
- 11 يوليو - انعقاد قمة كامب ديفيد من أجل ايجاد حل سلمي للصراع الإسرائيلي الفلسطيني
- 24 سبتمبر - أصيب ثمانية فلسطينيين منهم اثنان في حالة خطيرة عندما دهستهم سيارة يقودها مستوطن يهودي في قطاع غزة .
- 28 سبتمبر - انطلاق انتفاضة الأقصى عقب زيارة ارئيل شارون للمسجد الاقصى
- 29 سبتمبر - القوات الإسرائيلية تقتحم ساحات الحرم القدسي ونتج عن ذلك سقوط 15 وجرح 533 آخرين كما فقد سبعة مصلين بصرهم نتيجة رميهم بالرصاص المطاطي في عيونهم.[1]
- 29 سبتمبر، قتل مفتش الشرطة الإسرائيلية يوسي طباجا "Yossi Tabaja" على يد شرطي فلسطيني أثناء قيامهما بأعمال الدورية الأمنية المشتركة.
- 12 أكتوبر، قتل متظاهرون فلسطينيون جنديان إسرائيليان داخل مركز شرطة رام الله والبيرة دخلا عن طريق الخطأ إلى المدينة.[2][3]

## وفيات
- 21 يوليو - مختار بعباع، سياسي وقائد عسكري فلسطيني، يُعد من القادة المؤسسين لحركة فتح، وعضو لجنتها المركزية الأولى.[4]
- 30 سبتمبر - الطفل محمد الدرة الذي اغتالته إسرائيل في مشهد وثقه المصور طلال أبو رحمة مع انطلاق الانتفاضة الفلسطينية الثانية في شارع صلاح الدين بقطاع غزة
- 9 نوفمبر -الطفل فارس عودة الذي قتل اثناء تصديه لدبابة اسرائيلية قرب معبر كارني في قطاع غزة
- بشير البرغوثي، كان وزيرًا للصناعة في حكومة ياسر عرفات الثانية، ووزير دولة في حكومة ياسر عرفات الثالثة.